# Cydia
Cydia is een appstore voor gebruikers van Appleapparaten die werken op het iOS besturingssysteem, maar die niet door Apple goedgekeurd zijn, en dus ook niet te vinden zijn in de officiële Apple App Store. Om deze apps te kunnen installeren op een Apple-apparaat is het noodzakelijk om (al dan niet eenmalig) een jailbreak uit te voeren. Hiermee wordt voorkomen dat het apparaat herkent dat de app niet door Apple is goedgekeurd en deze weigert te installeren. De apps van Cydia kunnen onder andere op de iPod touch, iPhone en de iPad worden geïnstalleerd. Cydia is gemaakt door Jay Freeman (beter bekend als saurik). 

## Geschiedenis
Cydia, gelanceerd in maart 2008, was niet het eerste programma dat iPhone en iPod Touchgebruikers de mogelijkheid gaf om niet door Apple goedgekeurde software te installeren. Maar door het gebruiksgemak en de betrouwbaarheid groeide het uit tot de grootste appstore van niet-goedgekeurde apps. Voor gebruikers van een gejailbreakte iPod/iPhone was het al lang mogelijk om alternatieve applicaties te installeren voordat Apple pas in juli 2008 met een eigen AppStore kwam.
In maart 2011 werd de update Cydia 1.1 uitgebracht, deze versie is een stuk sneller en verbruikt minder geheugen vergeleken met Cydia 1.0. Sinds Cydia 1.1 is de lay-out van de applicatie totaal veranderd met ondersteuning voor de Nederlandse taal en is er een back-up functie geïntegreerd voor gedownloade apps en tweaks.

## Mogelijkheden
Evenals in de Apple App Store kunnen programmeurs in Cydia hun software gratis of tegen betaling aanbieden aan gebruikers. De meeste softwareprogramma's in Cydia zijn bedoeld om de functionaliteit van het apparaat te verbreden of aan te passen. De standaard Cydia repositories bevatten een groot aantal apps. Cydia biedt tevens de mogelijkheid om andere repositories (bronnen) toe te voegen. Een paar bekende Cydia Apps zijn:

### Cycorder
Lang voordat Apple met de iPhone 3GS kwam, waarmee filmen officieel mogelijk werd gemaakt, was het door Cycorder en andere apps al mogelijk om videobeelden te maken met de iPhone.

### Backgrounder
Backgrounder maakt het mogelijk om applicaties op de achtergrond te draaien. In combinatie met een "appswitcher" zoals ProSwitcher geeft dit de iPhone volwaardige "multitasking", jaren voordat Apple met iOS-versie 4.0 multitasking officieel toevoegde aan de iPhone.

### LockInfo
LockInfo geeft de gebruiker de mogelijkheid om informatie weer te geven op het "Lock"scherm van de iPhone iPod of iPad, iets wat tot iOS 5 officieel onmogelijk was.

### MyWi
Geeft de gebruiker de mogelijkheid om zijn iPhone geschikt te maken voor tethering en om te toveren tot een wifihotspot, waardoor de iPhone-internetverbinding gebruikt kan worden door andere apparaten. Dit maakt het mogelijk om bijvoorbeeld met een laptop via de iPhone het internet op te gaan.

### TetherMe
TetherMe lijkt op MyWi, maar hiermee is geen aparte app nodig om de iPhone als hotspot in te stellen. 
Hiermee wordt de optie Persoonlijke hotspot in de instellingen beschikbaar gemaakt als dat niet mogelijk is (onder andere bij T-Mobile).

### Winterboard
Geeft gebruikers de mogelijkheid om de gehele grafische stijl van de iPhone aan te passen. Er zijn duizenden verschillende ontwerpen te downloaden met de meest uiteenlopende onderwerpen.

### Installous
Maakte het mogelijk om de meeste betaalde apps (uit de App Store) gratis te verkrijgen. Het verkrijgen van apps op deze manier was wel illegaal. Installous (en AppSync) zijn op 31 december 2012 uit de lucht gegaan. Installous kan hierdoor dus niet meer worden geïnstalleerd of geüpgraded. Er zijn al verschillende alternatieven voor Installous, zoals Appcake, Vshare (AppVV) en KuaiYong.

### AnyRing
Hiermee kunnen gebruikers ieder MP3-bestand dat op hun apparaat staat instellen als beltoon of sms-toon.

### 3G Unrestrictor
Hiermee kan met gebruik van FaceTime gevideobeld worden over 3G. Ook wordt bij het gebruiken van YouTube over 3G niet meer overgeschakeld naar een lagere videokwaliteit om de belasting van het netwerk te verminderen. Het is echter sinds iOS 6 standaard mogelijk op apparaten vanaf iPhone 4S.